# Australian Open de 2012
O Australian Open de 2012 foi um torneio de tênis disputado nas quadras duras do Melbourne Park, em Melbourne, na Austrália, entre 16 e 29 de janeiro. Corresponde à 44ª edição da era aberta e à 100ª de todos os tempos.
A final masculina entre Novak Djokovic e Rafael Nadal entrou para a história como a final mais longa de um Grand Slam, com duração de 5 horas e 53 minutos.
No feminino, Victoria Azarenka venceu seu primeiro Grand Slam e alcançou simultaneamente o topo do ranking ao vencer Maria Sharapova na final.

## Pontuação e premiação

### Distribuição de pontos
ATP e WTA informam suas pontuações em Grand Slam, distintas entre si, em simples e em duplas. A ITF responde exclusivamente pelos juvenis e cadeirantes.
Considerado torneio amistoso, o de duplas mistas não gera pontos.
No juvenil, os simplistas jogam três fases de qualificatório, mas só os que passam à chave principal pontuam. Em duplas, a pontuação é por jogador. Os campeões de ambas modalidades recebem pontos adicionais de bônus (os valores da tabela já somam as duas pontuações).

#### Profissional
| Evento            | V    | F    | SF  | QF  | R16 | R32 | R64 | R128 | Q  | Q3 | Q2 | Q1 |
| Simples masculino | 2000 | 1200 | 720 | 360 | 180 | 90  | 45  | 10   | 25 | 16 | 8  | 0  |
| Duplas masculinas | 2000 | 1200 | 720 | 360 | 180 | 90  | 0   | —    | —  | —  | —  | —  |
| Simples feminino  | 2000 | 1400 | 900 | 500 | 280 | 160 | 100 | 5    | 60 | 50 | 40 | 2  |
| Duplas femininas  | 2000 | 1400 | 900 | 500 | 280 | 160 | 5   | —    | —  | —  | —  | —  |

| Evento            | V   | F   | SF  | QF | R16 | R32 | R64 | Q  | Q3 | Q2 | Q1 |
| Simples Masculino | 500 | 180 | 120 | 80 | 50  | 30  | 25* | 20 | 0  | 0  | 0  |
| Simples Feminino  | 500 | 180 | 120 | 80 | 50  | 30  | 25* | 20 | 0  | 0  | 0  |
| Duplas Masculinas | 360 | 120 | 80  | 50 | 30  | 0   | —   | —  | —  | —  | —  |
| Duplas Femininas  | 360 | 120 | 80  | 50 | 30  | 0   | —   | —  | —  | —  | —  |

| Evento               | V   | F   | SF/3º lugar | QF/4º lugar |
| Simples              | 800 | 500 | 375         | 100         |
| Simples tetraplégico | 800 | 500 | 375         | 100         |
| Duplas               | 800 | 500 | 100         | —           |
| Duplas tetraplégicas | 800 | 100 | —           | —           |

### Premiação
A premiação geral aumentou 4% em relação a 2011. Os títulos de simples tiveram um acréscimo de A$ 130.000 cada.
O número de participantes em simples se difere somente na fase qualificatória (128 homens contra 96 mulheres). Os valores para duplas são por par. Diferentemente da pontuação, não há recompensa aos vencedores do qualificatório.
Entre os cadeirantes, além de simples e duplas, há a adição dos mesmos eventos para tetraplégicos, o que também ocorre no US Open. Contudo, os valores dos prêmios não são detalhados, constando o total em "Outros eventos". Os juvenis não são pagos.
| Evento        | V            | F            | SF         | QF         | Últimos 16 | Últimos 32 | Últimos 64 | Últimos 128 | Q3        | Q2        | Q1        |
| Contemplados  | 1            | 1            | 2          | 4          | 8          | 16         | 32         | 64          | 16H / 12M | 32H / 24M | 64H / 48M |
| Simples (2)   | A$ 2.300.000 | A$ 1.150.000 | A$ 437.000 | A$ 218.500 | A$ 109.250 | A$ 54.625  | A$ 33.300  | A$ 20.800   | A$ 11.440 | A$ 5.710  | A$ 2.860  |
| Duplas (2)    | A$ 454.500   | A$ 227.250   | A$ 113.000 | A$ 56.000  | A$ 31.500  | A$ 17.200  | A$ 9.600   | —           | —         | —         | —         |
| Duplas mistas | A$ 135.500   | A$ 67.500    | A$ 33.900  | A$ 15.500  | A$ 7.800   | A$ 3.800   | —          | —           | —         | —         | —         |

Outros eventos: A$ 581.614
Total dos eventos: A$ 24.615.914
Per diem (estimado): A$ 1.384.086
Total da premiação: A$ 26.000.000

## Cabeças de chave

### Simples

#### Masculino
| Entrada | Ranking | Jogador               | Pontos | Pontos à defender | Pontos Ganhos | Nova pontuação | Status                                          |
| ------- | ------- | --------------------- | ------ | ----------------- | ------------- | -------------- | ----------------------------------------------- |
| 1       | 1       | Novak Djokovic        | 13,630 | 2,000             | 2,000         | 13,630         | Campeão, venceu a final contra Rafael Nadal [2] |
| 2       | 2       | Rafael Nadal          | 9,595  | 360               | 1,200         | 10,435         | Finalista, perdeu para Novak Djokovic [1]       |
| 3       | 3       | Roger Federer         | 8,010  | 720               | 720           | 8,010          | Perdeu na SF para Rafael Nadal [2]              |
| 4       | 4       | Andy Murray           | 7,380  | 1,200             | 720           | 6,900          | Perdeu na SF para Novak Djokovic [1]            |
| 5       | 5       | David Ferrer          | 4,925  | 720               | 360           | 4,565          | Perdeu na QF para Novak Djokovic [1]            |
| 6       | 6       | Jo-Wilfried Tsonga    | 4,335  | 90                | 180           | 4,425          | Perdeu na 4R para Kei Nishikori [24]            |
| 7       | 7       | Tomáš Berdych         | 3,700  | 360               | 360           | 3,700          | Perdeu na QF para Rafael Nadal [2]              |
| 8       | 8       | Mardy Fish            | 2,965  | 45                | 45            | 2,965          | Perdeu na 2R para Alejandro Falla               |
| 9       | 9       | Janko Tipsarević      | 2,655  | 45                | 90            | 2,700          | Perdeu na 3R para Richard Gasquet [17]          |
| 10      | 10      | Nicolás Almagro       | 2,380  | 180               | 180           | 2,380          | Perdeu na 4R para Tomáš Berdych [7]             |
| 11      | 11      | Juan Martín del Potro | 2,315  | 45                | 360           | 2,630          | Perdeu na QF para Roger Federer [3]             |
| 12      | 12      | Gilles Simon          | 2,005  | 45                | 45            | 2,005          | Perdeu na 2R para Julien Benneteau              |
| 13      | 14      | Alexandr Dolgopolov   | 2,030  | 360               | 90            | 1,760          | Perdeu na 3R para Bernard Tomic                 |
| 14      | 15      | Gaël Monfils          | 1,970  | 90                | 90            | 1,970          | Perdeu na 3R para Mikhail Kukushkin             |
| 15      | 16      | Andy Roddick          | 1,880  | 180               | 45            | 1,745          | Perdeu na 2R para Lleyton Hewitt [WC]           |
| 16      | 17      | John Isner            | 1,800  | 90                | 90            | 1,800          | Perdeu na 3R para Feliciano López [18]          |
| 17      | 18      | Richard Gasquet       | 1,765  | 90                | 180           | 1,855          | Perdeu na 4R para David Ferrer [5]              |
| 18      | 19      | Feliciano López       | 1,755  | 45                | 180           | 1,890          | Perdeu na 4R para Rafael Nadal [2]              |
| 19      | 21      | Viktor Troicki        | 1,595  | 90                | 45            | 1,550          | Perdeu na 2R para Mikhail Kukushkin             |
| 20      | 22      | Florian Mayer         | 1,630  | 45                | 0             | 1,585          | Abandonou o torneio por lesão                   |
| 21      | 23      | Stanislas Wawrinka    | 1,615  | 360               | 90            | 1,345          | Perdeu na 3R para Nicolás Almagro [10]          |
| 22      | 24      | Fernando Verdasco     | 1,550  | 180               | 10            | 1,380          | Perdeu na 1R para Bernard Tomic                 |
| 23      | 25      | Milos Raonic          | 1,460  | 205               | 90            | 1,345          | Perdeu na 3R para Lleyton Hewitt [WC]           |
| 24      | 26      | Kei Nishikori         | 1,410  | 90                | 360           | 1,680          | Perdeu na QF para Andy Murray [4]               |
| 25      | 27      | Juan Mónaco           | 1,335  | 45                | 10            | 1,300          | Perdeu na 1R para Philipp Kohlschreiber         |
| 26      | 28      | Marcel Granollers     | 1,315  | 10                | 45            | 1,350          | Perdeu na 2R para Frederico Gil                 |
| 27      | 29      | Juan Ignacio Chela    | 1,270  | 10                | 90            | 1,350          | Perdeu na 3R para David Ferrer [5]              |
| 28      | 30      | Ivan Ljubičić         | 1,270  | 90                | 10            | 1,190          | Perdeu na 1R para Lukáš Lacko [Q]               |
| 29      | 31      | Radek Štěpánek        | 1,230  | 45                | 10            | 1,195          | Perdeu na 1R para Nicolas Mahut                 |
| 30      | 32      | Kevin Anderson        | 1,190  | 10                | 90            | 1,270          | Perdeu na 3R para Tomáš Berdych [7]             |
| 31      | 33      | Jürgen Melzer         | 1,170  | 180               | 10            | 1,000          | Perdeu na 1R para Ivo Karlović                  |
| 32      | 34      | Alex Bogomolov Jr.    | 1,135  | 45                | 45            | 1,135          | Perdeu na 2R para Michaël Llodra                |

## Finais

### Profissional
| Categoria | Evento    | Campeã(s)(o/ões)                   | Vice-campeã(s)(o/ões)      | Resultado                | Chave(s)  | Chave(s)       |
| --------- | --------- | ---------------------------------- | -------------------------- | ------------------------ | --------- | -------------- |
| Simples   | Masculino | Novak Djokovic                     | Rafael Nadal               | 5–7, 6–4, 6–2, 56–7, 7–5 | principal | qualificatório |
| Simples   | Feminino  | Victoria Azarenka                  | Maria Sharapova            | 6–3, 6–0                 | principal | qualificatório |
| Duplas    | Masculino | Leander Paes Radek Štěpánek        | Mike Bryan Bob Bryan       | 7–61, 6–2                | principal | principal      |
| Duplas    | Feminino  | Svetlana Kuznetsova Vera Zvonareva | Sara Errani Roberta Vinci  | 5–7, 6–4, 6–3            | principal | principal      |
| Duplas    | Misto     | Bethanie Mattek-Sands Horia Tecău  | Elena Vesnina Leander Paes | 6–3, 5–7, [10–3]         | principal | principal      |

### Juvenil
| Categoria | Evento    | Campeã(s)(o/ões)                  | Vice-campeã(s)(o/ões)           | Resultado        | Chave(s)  | Chave(s)       |
| --------- | --------- | --------------------------------- | ------------------------------- | ---------------- | --------- | -------------- |
| Simples   | Masculino | Luke Saville                      | Filip Peliwo                    | 6–3, 5–7, 6–4    | principal | qualificatório |
| Simples   | Feminino  | Taylor Townsend                   | Yulia Putintseva                | 6–1, 3–6, 6–3    | principal | qualificatório |
| Duplas    | Masculino | Liam Broady Joshua Ward-Hibbert   | Adam Pavlásek Filip Veger       | 6–3, 6–2         | principal | principal      |
| Duplas    | Feminino  | Gabrielle Andrews Taylor Townsend | Irina Khromacheva Danka Kovinić | 5–7, 7–5, [10–6] | principal | principal      |

### Cadeirante
| Categoria | Evento       | Campeã(s)(o/ões)               | Vice-campeã(s)(o/ões)          | Resultado      | Chave     |
| --------- | ------------ | ------------------------------ | ------------------------------ | -------------- | --------- |
| Simples   | Masculino    | Maikel Scheffers               | Nicolas Peifer                 | 3–6, 7–62, 6–0 | principal |
| Simples   | Feminino     | Esther Vergeer                 | Aniek van Koot                 | 6–0, 6–0       | principal |
| Simples   | Tetraplégico | Peter Norfolk                  | David Wagner                   | 4–6, 6–4, 6–2  | principal |
| Duplas    | Masculino    | Robin Ammerlaan Ronald Vink    | Stéphane Houdet Nicolas Peifer | 6–2, 4–6, 6–1  | principal |
| Duplas    | Feminino     | Esther Vergeer Sharon Walraven | Marjolein Buis Aniek van Koot  | 4–6, 6–2, 6–4  | principal |
| Duplas    | Tetraplégico | Andrew Lapthorne Peter Norfolk | Noam Gershony David Wagner     | 6–4, 6–2       | principal |